# San Pedro Underwater Archaeological Preserve State Park
Die San Pedro Underwater Archaeological Preserve State Park ist ein Unterwasser-State Park im Monroe County des US-Bundesstaats Florida. Der State Park liegt in über 5 m Tiefe im Hawk Channel 2,3 km südwestlich der Insel Indian Key und wurde nach dem hier 1733 verunglückten Schiff San Pedro benannt.

## Geschichte
Die San Pedro war ein 287 ts großes, ursprünglich in den Niederlanden gebautes Schiff der spanischen Silberflotte, die am 13. Juli 1733 in einem Hurrikan vor der Küste Floridas geriet. Die San Pedro sank an dem Korallenriff zwischen Lower Matecumbe und Indian Key auf Grund, ein Teil der Besatzung konnte sich auf die nahe gelegenen Inseln retten. Nach dem Unglück sandten die Spanier weitere Schiffe zur Rettung der Überlebenden und zur Bergung der Schätze. Die überlebende Besatzung und die Bergungsflotte konnten einen Großteil der Ladung, zu der 1600 mexikanische Silberpesos sowie einige Kisten mit chinesischem Porzellan gehörten, bergen, anschließend wurden die über der Wasserlinie liegenden Teile des Schiffes verbrannt, um Tauchern den Zugang zum unteren Bereich des Wracks zu erleichtern.

## State Park
Die Überreste des Schiffes wurden in den 1960er Jahren entdeckt. Schatztaucher bargen einige Silbermünzen, Porzellan, die Kanonenrohre und andere Überreste des Schiffes, so dass heute nur noch die Ballaststeine, die über ein 27 mal 9 m großes Feld verstreut sind, von dem Wrack erhalten sind. Die Untergangsstelle wurde 1977 und wieder 1988 von Studenten und Unterwasserarchäologen der Florida State University und der Indiana University untersucht. Wegen seiner guten Erreichbarkeit und der reichen Meeresfauna wurde der Untergangsort als Beispiel für die 1733 gesunkene Silberflotte am 1. April 1989 zur zweiten Underwater Archaeological Preserve Floridas erklärt. Um die Ballaststeine wurden Zementnachbildungen von sieben Kanonen, ein Anker aus dem 18. Jahrhundert sowie eine Informationstafel versenkt. 2001 wurde der Fundort ins National Register of Historic Places aufgenommen.

## Tauchen
Die Stelle, an der das Wrack liegt, ist mit Bojen gekennzeichnet und kann nur mit Booten besucht werden. Die Überreste des Schiffes gelten als eines der ältesten künstlichen Korallenriffe Floridas und sind von Acropora und weiteren Korallenarten bewachsen. Zahlreiche tropische Fischarten wie Papageienfische oder Falterfische sowie Hummer, Krabben und andere Meerestierer können beim Schnorcheln und Tauchen beobachtet werden.